# Вилуси (Градишка)
Вилуси су насељено мјесто на подручју града Градишка, Република Српска, БиХ. Према попису становништва из 1991. у насељу је живјело 887 становника.

## Становништво
| Националност       | 1991.        | 1981.        | 1971.          |
| Срби               | 837 (94,36%) | 903 (97,30%) | 1.034 (99,13%) |
| Хрвати             | 4 (0,45%)    | 2 (0,21%)    | 1 (0,09%)      |
| Југословени        | 34 (3,83%)   | 20 (2,15%)   | 4 (0,38%)      |
| остали и непознато | 12 (1,35%)   | 3 (0,32%)    | 4 (0,38%)      |
| Укупно             | 887          | 928          | 1.043          |

| Демографија | Демографија | Демографија |
| Година      | Становника  | Становника  |
| ----------- | ----------- | ----------- |
| 1961.       | 1.095       |             |
| 1971.       | 1.043       |             |
| 1981.       | 928         |             |
| 1991.       | 887         |             |